# Synagoga w Łodzi (ul. Mikołajewska 69)
Synagoga w Łodzi – prywatny dom modlitwy znajdujący się w Łodzi przy ulicy Mikołajewskiej 69.
Synagoga została zbudowana w 1895 roku. Mogła ona pomieścić 31 osób. Podczas II wojny światowej hitlerowcy zdewastowali synagogę.